# Lange Berge

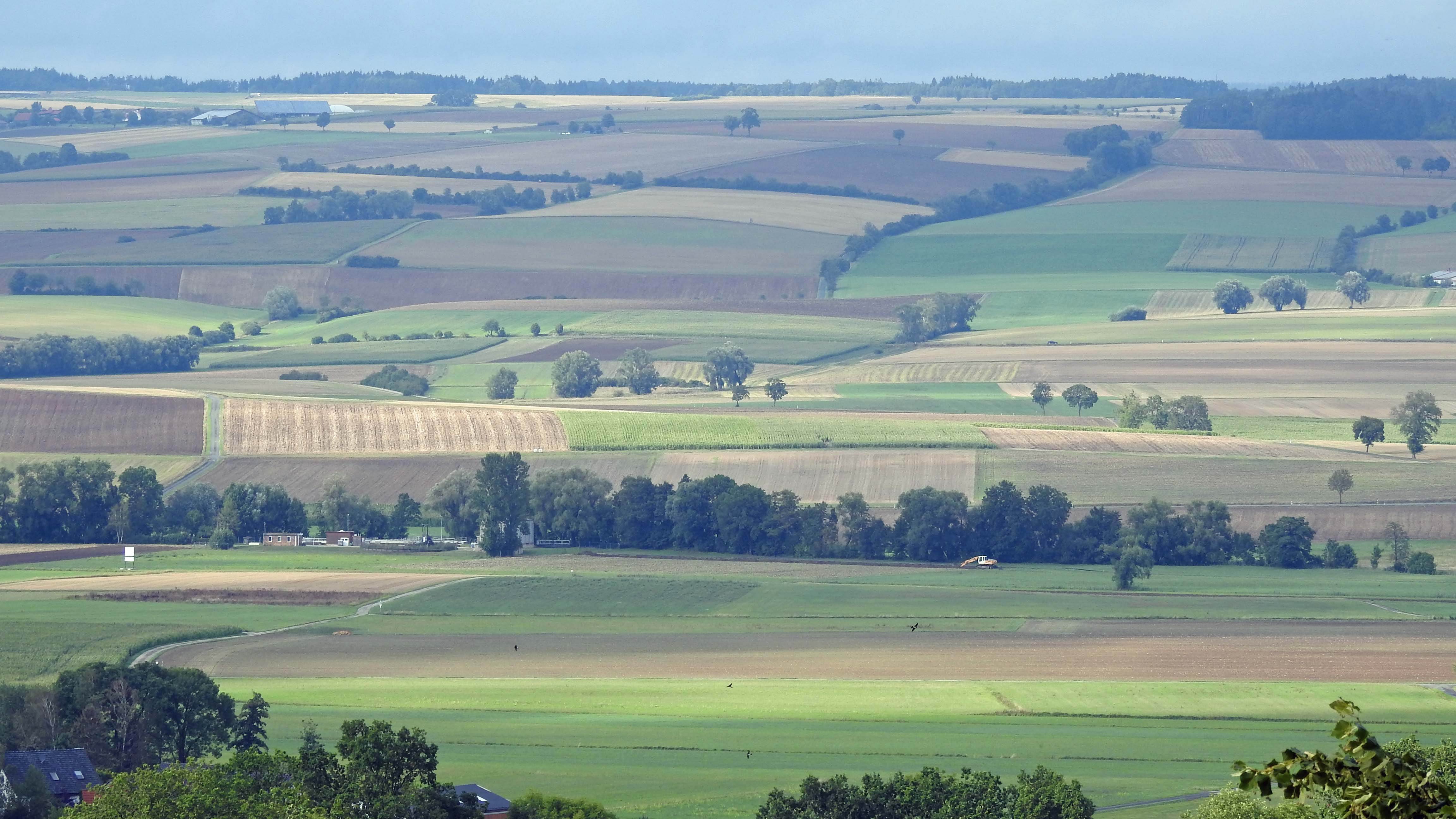
Lange Berge nördlich von Coburg

Die Langen Berge sind ein bis 527,2 m ü. NHN hoher, kleiner Höhenzug und ein Naturraum (Nr. 1382.11), der überwiegend im bayerischen Landkreis Coburg (Oberfranken) und mit Nordwestausläufern im thüringischen Landkreis Hildburghausen liegt.

## Geographie

### Lage
Die Langen Berge im landläufigen Sinne bzw. im engeren Sinne, wie sie in Karten eingezeichnet sind, sind ein quer zum Kamm unzerteilter Höhenzug in Bayern, nah der Grenze zu Thüringen, die sich von der Hildburghäuser Höhe (464 m) westlich von Grattstadt über den Buchberg (527 m) an der heutigen A 73 bis zum Jägersberg (491 m) südwestlich Neukirchens zieht. Dieser Höhenzug wird in Kammrichtung, von Südost nach Nordwest, vom Weidbachgrund, einem Nebental des Habergrunds, zertalt. Er geht einher mit einer Nordostverschiebing des (thüringischen) Werratals ab Veilsdorf im Nordwesten; Rottenbach liegt im Osten, Tiefenlauter am Südostende und Ahlstadt im Südwesten. Der Nordwestteil seines Kamms liegt auf der Rhein-Weser-Wasserscheide.
In der naturräumlichen Gliederung 1:200.000 auf Blatt 141 Coburg versuchte im Jahr 1987 dessen Autor, Heinz Späth, diese Landschaft in die Haupteinheit Werra-Gäuplatten einzuordnen und sie eineindeutig von anderen Teillandschaften abzugrenzen. Dabei wurden im Südosten auch der Lauterberg (bis 496 m) jenseits der Lauter und die Hohe Schwenge (506 m) jenseits der Lauter und des Fornbachs dem Naturraum zugerechnet.
Im Norden zählte er den thüringischen Werrahang mit hinzu, im Nordwesten wählte Späth, der die Westgrenze ohnehin als nicht linienhaft festlegbar kennzeichnete,  ein Nebental des Habergrunds über Hetschbach als Grenze, das über eine Scharte auf etwa 436 m südöstlich des Dorfes sich zur Mainseite einsenkt. Nach dieser Grenzziehung gehört auch, auf bayerischer Seite, das große Waldgebiet nördlich von Heldritt zum Naturraum. Nach Nordwesten wird es auf thüringischer Seite durch ein großes Waldgebiet südlich von Heßberg fortgesetzt, das auch in den Werra-Gäuplatten liegt und einen ähnlich geraden Werrahang aufweist wie den östlich Veilsdorfs, jedoch nach Späths Grenzziehung im westlichen Nachbar-Naturraum Hildburghäuser Muschelkalkberge liegt.
Nach rein orographisch-geomorphologischen Gesichtspunkten läge die Grenze zwischen beiden Naturräumen ganz im Thüringen, am Feldweg Birkenfeld–Eishausen über den Birkenfelder Grund. Dieser Pass liegt mit etwa 404 m niedriger als jeder andere über die Gäüplatten zwischen Oberlauter und Obermaßfeld, immerhin rund 43 km Luftlinie – und insbesondere noch minimal tiefer als der Pass über Zeilfeld. Die beiden Wälder auf Thüringer (bis 504,8 m, Hohe Wart) und Bayerischer (bis 450 m, Edelmannskopf) Seite wären mit dieser Grenzziehung Teil der Langen Berge, der, von der Nordost-Verschiebung bei Veilsdorf abgesehen, sehr gerade verlaufende Werrahang, der ab Birkenfeld nach Westen stärker in Einzelberge aufgelöst ist, wäre nicht auf zwei Naturräume geteilt. Der Werrarandgipfel Hohe Wart (504,8 m), höchster Gipfel des thüringischen Waldgebiets, liegt auch genau auf der nordwestlichen Verlängerung der Kammlinie der Langen Berge.
Nach Nordosten schließt sich das Südliche Vorland des Thüringer Waldes um Eisfeld an, weiter nordöstlich folgt das Thüringer Schiefergebirge. Nach Südosten folgt die Coburg-Rodacher Niederung, Grabfeld, wenige Kilometer jenseits dann das Itz-Baunach-Hügelland. Im Letzteren erheben sich südwestlich der nordwestlichen Basis der Langen Berge der singuläre Vulkankegel der Straufhain, westnordwestlich davon und westlich der Basis der Langen Berge im Grabfeld die noch singuläreren und deutlich imposanteren Kegel der Gleichberge.

### Naturräumliche Zuordnung
Die Langen Berge bilden in der naturräumlichen Haupteinheitengruppe Mainfränkische Platten (Nr. 13), in der Haupteinheit Grabfeldgau (138) und in der Untereinheit Werra-Gäuplatten (1382) den Naturraum Lange Berge (1382.11). Die Landschaft leitet nach Westnordwesten in den Naturraum Hildburghauser Muschelkalkberge (1382.10) über. Nach Südosten und Süden fällt sie in die Wiesenfeld-Coburger Niederung (1381.30) und nach Südwesten in den Rodachgrund (1381.31) ab; diese zwei Naturräume zählen zur Untereinheit Grabfeld (1381). Nach Nordwesten und Norden fällt sie in die Untereinheit Hildburghäuser Vorland (390.1) ab, und nach Nordosten und Osten leitet sie in die Untereinheit Schalkauer Plateau (390.0) über; beide gehören in der Haupteinheitengruppe Thüringisch-Fränkisches Mittelgebirge (39) zur Haupteinheit Südliches Vorland des Thüringer Waldes (390).

### Berge
Der höchste Berg des Höhenzugs und Naturraums Langen Berge ist der bayerische Buchberg (527,2 m), der an der A 73 (südlich der Autobahnanschlussstelle Eisfeld-Süd) liegt. Dieser und weitere Erhebungen sind – mit Höhen in Metern (m) über Normalhöhennull (NHN):
- Buchberg (527 m), südwestlich Rottenbach und nordöstlich Ottowind (Bayern)
- Rother Haig (526,2 m), südlich von Herbartswind, jedoch Gemarkung Ahlstadt (Bayern)
- Mirsdorfer Kuppe (525 m), nordöstlich Mirsdorf und südlich Rottenbach (Bayern)
- Sennigshöhe (ca. 523 m), nordöstlich Mirsdorf und südwestlich Rottenbach (Bayern)
- Walleskuppe (513,5 m), südwestlich Bockstadt (Thüringen; nahe der Grenze zu Bayern) – Nordrand, an der Werra
- Hohe Schwenge (506 m), südsüdöstlich Fornbach und nordnordwestlich Oberwohlsbach (Bayern)  – jenseits von Lauter und Fornbach und damit jenseits der landläufigen Langen Berge
- Hohe Wart (504,8 m sim Südgipfel), südöstlich von Hildburghausen – äußerste nordwestliche Basis, am Werratal; Westteil
- Buchleite (501,8 m), zwischen Veilsdorf und Harras – Nordrand, an der Werra
- Lauterberg (bis 496 m), südöstlich Tiefenlauter und nordnordöstlich Oberlauter (Bayern) – jenseits der Lauter und damit jenseits der landläufigen Langen Berge
- Jägersberg (bis 496 m im nördlichen Hauptgipfel), westlich Fornbach (Bayern); Nordwestnachbar der Hohen Schwenge – jenseits der Lauter und damit jenseits der landläufigen Langen Berge
  - Hohe Rod (488 m), südöstlich des Hauptgipfels
  - namentlicher Jägersberg (474 m), südwestlich der Hohen Rod und nördlich von Oberlauter – namentlich bekannterer Endgipfel
- Jägersberg (491 m), südwestlich Neukirchen (Bayern) – südöstlicher Endgipfel der landläufigen Langen Berge
- Ottenberg (488 m), nordnordwestlich Ottowind und ostsüdöstlich Ahlstadt (Bayern) – südwestlich jenseits des Weidbachgrunds, eines die Langen Berge von Nordwesten teilenden Nebentals des Habergrunds
- Hildburghausener Höhe (464 m), westlich Grattstadt (Bayern) – nordwestliche Basis der landläufigen Langen Berge
- Öttingshauser Höhe (457,3 m), südlich Grattstadt (Bayern)

### Rhein-Weser-Wasserscheide und Fließgewässer
Die Langen Berge liegen auf der durch Deutschland verlaufenden Rhein-Weser-Wasserscheide. Die dort entstehende Lauter (Lauterbach) fließt in Richtung Süden in die Itz, deren Wasser durch den Main den Rhein erreicht. Das Wasser der kurzen Bäche, die auf der Nordseite des Höhenzugs entspringen, fließen durch die Werra in die Weser.

## Landschaftsbild
Zur Muschelkalk-Hochfläche, deren Gipfel sich nur sanft über die insbesondere im Norden recht hoch liegende Umgebung erheben, gehören zwei der höchsten Erhebungen des Coburger Landes, dessen Kernland südlich liegt; dorthin fällt das Gelände sichtbar ab. Auf den Langen Bergen gibt es aufgrund des Muschelkalks Besonderheiten wie Dolinen und Trockentäler.

## Schutzgebiete
Im Höhenzug und Naturraum Lange Berge liegen diese Naturschutzgebiete (NSG; etwa in Nordwest-Südost-Richtung betrachtet):
- NSG Leite bei Harras (CDDA-Nr. 318725; 2000 ausgewiesen; 5,6956 km² groß; zweiteilig)
- NSG Salzberg und Heugrund (CDDA-Nr. 165289; 1989; 73,96 ha; einteilig)
- NSG Laubmischwald bei Ahlstadt (CDDA-Nr. 164391; 1987; 20,68 ha; dreiteilig)
- NSG Sennigshöhe (CDDA-Nr. 165559; 1981; 20,77 ha; einteilig)
- NSG Hühnerberg bei Tiefenlauter (CDDA-Nr. 163815; 1997; 56,68 ha; einteilig)
- NSG Lauterberg (CDDA-Nr. 164406; 1987; 1,9175 km²; einteilig)
- NSG Naturwaldreservat Schwengbrunn (CDDA-Nr. 164761; 1986; 27,76 ha; einteilig)

Im Südosten befindet sich das Landschaftsschutzgebiet Weisbachsgrund (CDDA-Nr. 395716; 1972; 5,7727 km²). Im Nordwesten liegt das zweiteilige Fauna-Flora-Habitat-Gebiet Leite bei Harras (FFH-Nr. 5531-302; 5,7 km²), und im Südosten breiten sich Bereiche des vielteiligen FFH-Gebiets Muschelkalkzug von den Langen Bergen bis nach Weißenbrunn v. Wald (FFH-Nr. 5631-371; 19,7574 km²) aus.